# Enrico Ragni
Enrico Ragni (Brescia, 6 luglio 1910 – Brescia, 28 marzo 2002) è stato un pittore italiano.

## Biografia
Nel 1937 - a Venezia - si diploma presso l'Istituto d'arte e insegna in scuole di stato; contemporaneamente inizia a frequentare il magistero e nel 1939 ottiene l'abilitazione di stato all'insegnamento (alla quale, nello stesso anno, ne seguiranno altre due conseguite a Roma). Nel 1952 ha sposato la pittrice Pier Carla Reghenzi, in arte Pierca.
Stringe rapporti d'amicizia con Renato Birolli, Bruno Cassinari, Lucio Fontana, Giuseppe Migneco, Ennio Morlotti, Giuseppe Santomaso, Aligi Sassu, Atanasio Soldati ed Emilio Vedova. Nel 1954 Osvaldo Licini gli dona un disegno - "L'angelo ribelle" - con dedica.
Ha esposto in 42 mostre personali e in 130 mostre collettive. La sua prima partecipazione ad una mostra collettiva risale al 1929, mentre nel 1942 ha tenuto a Brescia una prima mostra personale, presso la "Bottega d'arte". Ha esposto anche nelle edizioni XXIV e XXVII dell'Esposizione internazionale d'arte a Venezia, nella VI e VII Quadriennale d'arte a Roma e in numerose gallerie: "Galleria Delfino", "Galleria Ciliberti", "Galleria del Naviglio", "Galleria del Cavallino", "Galleria Schettini", "Galleria Montenapoleone", "Galleria Lorenzelli", "Galleria Falchi" e "Galleria Fumagalli".
Dopo la morte, gli sono state dedicate tre mostre retrospettive: nel 2003 in Palazzo Loggia a Brescia e nella Galleria civica di Palazzo Todeschini a Desenzano del Garda, nel 2010 in Palazzo Vantini a Iseo.

## Riconoscimenti
- Premio Brescia (1952)
- Premio Orzinuovi (1957)

### Cataloghi delle mostre postume
- Enrico Ragni 1910 - 2002 L'armonica orchestrazione dello spazio pittorico, 2003;
- Enrico Ragni 1910 - 2002 Sinfonie di colori, 2003.
- Enrico Ragni 1910 - 2002 Dalla terra al mare al cielo, 2010.